# Loire 46
Le Loire 46 était un avion de chasse français de l'entre-deux-guerres. Appareil de transition, il ne fit qu'une courte carrière dans l'Armée de l'Air. Il fut utilisé par l'aviation républicaine espagnole au début de la Guerre d'Espagne.

## Le programme des chasseurs monoplaces de 1930
Le programme des chasseurs monoplaces de 1928 n’ayant pas donné satisfaction, il fut réactualisé en 1930. Cette nouvelle édition donna naissance à 10 prototypes : Bernard 260, Blériot-SPAD S.510, Dewoitine D.500, Gourdou-Leseurre GL-482, Lorraine-Hanriot-Biche, Morane-Saulnier MS.325 (en), Mureaux 170, Nieuport 122, Wibault 313 (en) et Loire 43. En fait Loire Aviation avait proposé dès 1929 au STAé un chasseur léger pouvant recevoir différents moteurs: Gnome et Rhône Titan II de 300 ch (Loire 40), Hispano-Suiza 12Mc de 500 ch (Loire 41) ou Gnome et Rhône 9 Abs Jupiter II de 420 ch (Loire 42). Le Loire 43 constituait simplement une évolution des précédents, équipé comme tous ses concurrents du moteur imposé par le programme, un groupe 12 cylindres en ligne refroidi à eau et compressé Hispano-Suiza 12 Xbrs de 660 ch. Si le Dewoitine D.500 remporta largement la compétition, la défiance envers les monoplans incita le Ministère de l'Air à passer également commande du S.510. Après quatre années de mise au point, le monoplace Loire fit également l’objet d’une petite commande de série.

## Loire 43
Monoplan à aile haute de construction entièrement métallique à revêtement travaillant et train d'atterrissage classique fixe, cet appareil se caractérisait par une aile rectangulaire à saumons arrondis venant s’appuyer sur la partie supérieure du fuselage entre le cockpit et le moteur et recevant 2 mitrailleuses Darne de 7,5 mm. Le prototype décolla pour la première fois de la plage de La Baule le 17 octobre 1932. Le 14 janvier 1933, alors que les essais officiels n’ont pas commencé, l’appareil part en vrille à 9 000 m et s’écrase, tuant le pilote qui semble avoir perdu connaissance en raison de l’altitude atteinte.

## Loire 45
Au moment où le Loire 43 était détruit accidentellement s’achevait à Saint-Nazaire la construction d’un second prototype, équipé à titre comparatif d’un moteur 14 cylindres en double étoile Gnome et Rhône 14 Kds de 740 ch. À l’exception du moteur, il ne se distinguait de son prédécesseur que par des mats plus épais soutenant l’atterrisseur et le porte à faux de l’aile. Cet appareil, qui prit l’air le 20 février 1933, remplaça donc le Loire 43 pour les essais officiels, qui se déroulèrent en juin à Villacoublay. Si ce monoplace armé de 2 canons Oerlikon de 20 mm de voilure atteignait 370 km/h, il souffrait aussi d’un réel manque de visibilité pour le pilote que l’on tenta vainement d’améliorer en modifiant à plusieurs reprises l’emplanture de l’aile. Remotorisé avec un Gnome-Rhône 14 Kcs de 880 ch en août 1934 puis doté d’une dérive agrandie en octobre, cet appareil reçut finalement un Gnome-Rhône 14 Kfs de 900 ch avec lequel il prit l’air le 18 juillet 1935 et terminera sa carrière comme avion d’essais de parachutes sous l'appellation Loire 45 LP1. Cet appareil traversa la Seconde Guerre mondiale et volait encore au début des années 1950 avec une curieuse immatriculation civile (F-AKHP) et une livrée militaire.

## Loire 46
Le 1er septembre 1934 décollait de l’aérodrome de La Baule-Escoublac un nouveau prototype, toujours équipé d’un moteur Gnome et Rhône 14 Kcs. Cet appareil n’avait en fait qu’une vague ressemblance avec les deux précédents. Pour améliorer le champ de vision du pilote une nouvelle voilure a été dessinée, affectée d’un bord d’attaque brisé présentant une flèche dans sa partie externe alors que le bord de fuite présentait une forme semi elliptique. L’épaulement sur le fuselage était aussi relevé, lui donnant véritablement une forme dite aile de mouette. Le fuselage était partiellement redessiné, les surfaces d’empennage agrandies. En février 1935 le prototype retourna en usine pour recevoir un moteur Gnome et Rhône 14 Kfs de 930 ch et deux canons de 20 mm de voilure. L’appareil était maniable et grimpait allègrement, justifiant la commande en mai d’une présérie de 5 appareils et de 40 exemplaires de série. En fin d’année la commande fut portée à 60 exemplaires (immatriculés N-088 à N-178), payés 328 500 francs pièce sans moteur ni équipements. Les appareils de série devaient recevoir un équipement radio (Thomson-Ducretet Th.53), une nouveauté pour l’Armée de l'Air, et 4 mitrailleuses MAC-34 de 7,5 mm en voilure (300 coups par arme).
C’est en février 1936, avec plusieurs mois de retard, que le premier appareil de série prit l’air à Villacoublay, la production étant assurée par l’usine Nieuport d’Issy-les-Moulineaux à la suite de la fusion de Loire Aviation et de Nieuport le 1er juillet 1935. Les livraisons commencèrent en août, mais six exemplaires (matricules N-088 à N-093) furent prélevés en août 1936, désarmés à Villacoublay et convoyés via Toulouse-Francazal jusqu’à Barcelone pour livraison à la République Espagnole. L’Armée de l’air ne reçut donc que 22 Loire 46 en 1936, le solde suivant entre janvier et juillet 1937.

## En service

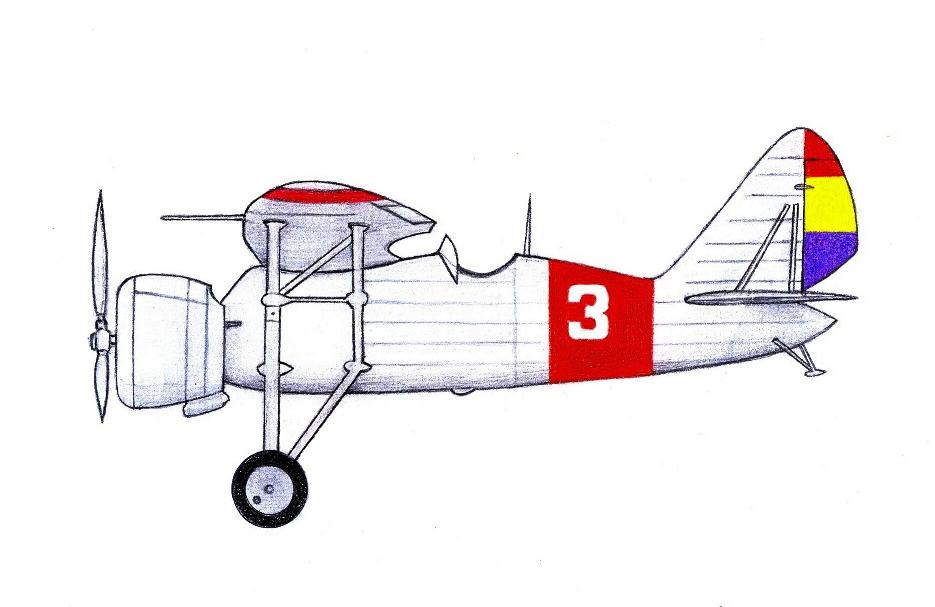

- France : Destiné à remplacer les Nieuport-Delage NiD.629 de la 6e Escadre de Chasse, les Loire 46 arrivèrent donc en escadrilles à la mi-novembre 1936. La prise en main ne posa pas de problèmes majeurs aux pilotes, même si le monoplan décrochait facilement et si le train d’atterrissage se révéla fragile. Le moteur posait plus de problèmes : Il avait une forte consommation, démarrait très mal à froid et surtout vibrait beaucoup, ce qui rendait parfois la circulation d’essence difficile. Il fallut changer les réservoirs et le circuit d’alimentation[2]. C’était par contre un monoplace qui grimpait facilement au-delà de 9 000 m (Un réchauffage par air chaud du poste de pilotage est installé), mais c’était aussi le premier chasseur français équipé d’une radio et d’un équipement de vol de nuit. Si ses performances étaient déjà dépassées, c’était donc un avion moderne.

Le Loire 46 ne fit qu’une courte carrière en première ligne, la 6e Escadre étant rééquipée de Morane-Saulnier MS.406 entre décembre 1938 et mars 1939. 4 exemplaires furent alors conservés par l’École de Tir de Cazaux, les autres stockés, puis transférés en mars 1939 aux centres d’instruction. En 1940 ils servaient pour l’instruction au tir des pilotes polonais.
- Espagne : Cinq Loire 46 non armés arrivèrent en vol à Barcelone entre les 3 et 7 septembre 1936, le no 3 (N-090) ayant été accidenté à l’atterrissage à Toulouse[5]. Après avoir été équipés de deux mitrailleuses Vickers de 7,7 mm et numérotés 2 à 6, ils furent affectés au groupe de chasse international stationné à Getafe et assurant la défense de Madrid, où ils allèrent se retrouver opposés aux Fiat CR.32 italiens fraichement arrivés sur place. Le no 6 fut attribué à l’escadrille Espana d’André Malraux, les autres mis à la disposition des pilotes disponibles en fonction des besoins. Le premier engagement a lieu le 21 septembre dans le secteur de Tolède. Victime de pannes de moteur, deux appareils furent perdus, dont un, posé en campagne près de la ligne de front, fut détruit par l’artillerie nationaliste[5]. Le 25 septembre Locatelli, pilote italien engagé dans l’Escadrille Internationale abattit au-dessus de Tolède le premier Ju 53/3m victime de la chasse républicaine[6]. Le 16 octobre les appareils républicains qui tentent de ralentir une colonne s’apprêtant à investir le village de Mojeron, près de Madrid, furent surpris par des CR.32 et Garcia Morato abattit près lIllesca un Loire 46 piloté par un yougoslave, Giuseppe Krizal. Le 25 septembre le pilote italien Brunetto di Montegnacco, qui avait revendiqué la destruction du Loire détruit par l’artillerie, fut crédité d’une seconde victoire dans le secteur de Bargas[7]. En réalité, bien que son réservoir ait été atteint, le pilote britannique du Loire parvient à rejoindre sa base et fit un cheval de bois à l’atterrissage[8]. Remis en état, cet appareil fut finalement abattu le 21 octobre au-dessus de Getafe. Enfin le Loire no 6, endommagé par un bombardement fin octobre, fut envoyé après réparation en Andalousie, où l'on en perd la trace. Un des Loire 46 fut utilisé avec succès par le pilote de chasse de l'échelon précurseur soviétique arrivé mi-septembre en Espagne, Anton Kovalevski. Avant l'arrivée des I-15 il effectua plusieurs dizaines de sorties devant Madrid et abattit selon certaines sources 3 avions italiens sur cet engin, sur un total de 5 victoires, ce qui milite en faveur des qualités de l'avion français. Ce dernier, bénéficiant à la fois d'une charge alaire modérée couplée à une forte puissance spécifique ainsi que des avantages aérodynamiques liées à sa formule de monoplan, avait contrairement à certaines spéculations, toutes les raisons valables de se monter supérieur au Fiat CR.32 italien.